# Большая Товра
Больша́я Товра́ — деревня в Холмогорском районе Архангельской области. Входит в состав Матигорского сельского поселения.

## Общие сведения
Деревня Большая Товра расположена в 90 км к юго-востоку от Архангельска, стоит на левом берегу Северной Двины, на берегу притока Курья.
В деревне располагалась церковь Флора и Лавра постройки 1878 г., памятник архитектуры регионального значения. В настоящее время переделана в жилой дом.

## Население
| 2002 | 2010 | 2012 |
| ---- | ---- | ---- |
| 47   | ↘20  | →20  |